# 兴州 (渤海国)
兴州，渤海国的中京显德府所领六州之一。
兴州治所在吉林省安图县二道白河镇，辖境相当今吉林省白山市永安村西大庙地一带。下辖盛吉、蒜山、铁山三县。辽朝灭渤海，废兴州，天显三年（928年）移百姓居今辽宁省沈阳市北，仍以原州名置兴州（治在今治所在今铁岭市南60华里之懿路村）。盛吉县百姓被辽太祖俘掠至今辽宁北票市东南，仍以原县名置盛吉县。